# Georg Koppitz
Georg Koppitz (soms ook: Geo, of George) (Hamburg, 1832 – Sausalito, 16 mei 1907) was een Duits-Amerikaanse componist en arrangeur.

## Levensloop
Koppitz was als muzikant werkzaam van 1847 tot 1850 in Lübeck. In 1850 vertrok hij naar de Verenigde Staten en werd als muzikant, arrangeur en componist werkzaam in Boston. Aldaar bleef hij tot 1860 en verhuisde dan naar Californië, waar hij vanaf 1860 in San Francisco werkte. 
Als componist schreef hij werken voor orkest, harmonieorkest, vocale muziek en kamermuziek. 

## Composities

### Werken voor orkest
- 1880: - Vaudeville Overture
- Far West Overture
- The Knights Templar, ouverture

### Werken voor harmonieorkest
- 1885: - State Militia Review, mars
- Far West Overture
- Fort Alcatraz March
- The Knights Templar, ouverture

### Vocale muziek

#### Werken voor koor
- 1870: - Song of the Rhine, voor mannenkoor en piano
- 1883: - California, voor mannenkoor en piano - tekst: Ella Sterling Cummins

#### Liederen
- 1867-1868: - Die Tanzlustigen (Merry Dancers Waltzes), voor zangstem en piano

### Kamermuziek
- 1867: - The San Francisco March, voor dwarsfluit (of viool) en piano